# Ennio Brancalion
Ennio Brancalion (Campinas, 23 de outubro de 1904 — , 11 de outubro de 1968) foi um político brasileiro. Foi o primeiro prefeito do município paulista de Mauá.

## O início
Ennio veio pra então Pilar, bairro do município de Santo André em 1915. Trabalhava como canteiro, como praticamente todos os homens de sua família. Também esculpia trabalhos artísticos em pedra, tendo trabalhado no Monumento à Revolução de 1932, localizado no Parque do Ibirapuera, entre outros. 
Ennio estava envolvido com a política desde a Era Vargas, sendo comunista filiado ao antigo Partido Comunista Brasileiro. Em 1947, Pilar, atual Mauá, era apenas um bairro do município de Santo André. Nesse ano, Ennio concorreu ao cargo de vereador enquanto apoiava a candidatura a prefeito de seu sobrinho Armando Mazzo, tendo ambos sido eleitos, ele com 223 votos. A eleição de seu sobrinho foi um fato histórico para o país, pois tratava-se do primeiro candidato comunista eleito prefeito na história do Brasil. Mas o Tribunal Superior Eleitoral (TSE) cassou ambas candidaturas, alegando que a corrente política de ambos era ilegal e anti-democrática. Ennio Brancalion, devido ao ocorrido, acabou preso e fichado no DEOPS. Após essa grande decepção, abandonou a política, não tendo inclusive, participado do movimento emancipacionista de Mauá.

## A emancipação de Pilar e o surgimento de Mauá
Já havia entre os moradores do Distrito de Pilar (antigo nome de Mauá), a opção pela emancipação desde o inicio da década de 1940, quando foi criada a Sociedade Amigos do Distrito de Mauá. De acordo com as lideranças da época, a separação era necessária e inevitável, principalmente porque as reivindicações locais não eram atendidas, apesar de o distrito arrecadar e enviar a Santo André consideráveis quantias por meio de impostos. Entre as principais solicitações de serviços públicos destacavam-se o prolongamento, até a cidade, do percurso dos trens, principalmente noturnos, já que esses faziam o ponto final na estação de Santo André, o calçamento das principais vias e, ainda, a ampliação dos serviços de iluminação pública e de assistência médica.
Aprovado ainda pela Assembléia Legislativa do Estado de São Paulo, a justiça eleitoral organizou o processo eleitoral em Mauá, designando quatro seções eleitorais no então Grupo Escolar Visconde de Mauá, próximo à atual Praça da Paineira. Assim, em 22 de novembro de 1953 ocorreu o plebiscito, no qual compareceram às urnas 670 eleitores, dos quais 658 optaram pelo SIM, 7 votaram NÃO e 5 anularam ou votaram em branco. Após isso, Pilar foi emancipada de Santo André, sendo batizada Mauá em homenagem ao Visconde de Mauá, empresário decisivo tanto no desenvolvimento econômico e tecnológico no Império, quanto pro desenvolvimento da região de Pilar, graças à construção da ferrovia. Ribeirão Pires foi emancipada no mesmo plebiscito.
A vitoriosa Comissão Pró-Emancipacionista era formado por Egmont Fink, então presidente da comissão, Américo Perrella, Tercilio Tamagnini, Manoel Pedro Junior, Anselmo Walendy, Benedito Rodolfo Serf, Guido Bozzato, Vito Pedro Dell'Antonia e do advogado Ariocy Rodrigues da Costa, dentre outros.

## A primeira eleição para prefeito de Mauá
A primeira eleição foi marcada para 3 de outubro de 1954. Os favoritos para a eleição do Executivo eram Egmont Fink, líder do movimento emancipacionista, pelo Partido Social Progressista (PSP), tendo Tercilio Tamagnini da União Democrática Nacional (UDN) como seu candidato a vice. Élio Bernardi, vereador por Santo André, não quis se arriscar a concorrer, pois fora contrário à emancipação. A esquerda local precisava achar um nome forte pra representá-los, mas estavam sem opções.
Ennio era um trabalhador popular na cidade, mas desde o incidente em 1947, se recusa a envolver-se com política novamente. Elio Bernardi e Armando Mazzo tentam convencê-lo a concorrer à prefeitura, em vão. Por fim, Luis Alesina, amigo pessoal de Ennio, conseguiu convencê-lo a concorrer à eleição majoritária, após conseguir retirar seu nome da ficha do DEOPS, até porque Ennio já havia desistido do comunismo. Alesina usou de seus contatos familiares com militares influentes, como o delegado Durval Góis Monteiro, irmão do general Manuel César de Góis Monteiro, chefe do DEOPS. Ennio se encontrou pessoalmente com o delegado Durval, negando ser ainda comunista. De fato, Ennio havia abandonado o comunismo. Após isso, sua ficha no DEOPS foi negativada.
Ennio concorreu pelo Partido Trabalhista Brasileiro (PTB), ainda sobre a influência do Varguismo, nas eleições de 1954, tendo Elio Bernardi, do mesmo partido, como candidato a vice. Além da chapa Fink/Tamagnini, na coligação PSP/UDN, concorreram ainda pela prefeitura, pelo Partido Social Democrático (PSD), Ariocy Rodrigues Costa e Mário Milanese para vice; e pela coligação do Partido Trabalhista Nacional (PTN) com o Partido Democrata Cristão (PDC), Cícero de Campos Póvoa, candidato à prefeito e Liberali Polisel, candidato a vice. Ennio Brancalion foi eleito prefeito, vencendo o pleito ao lado de seu vice Elio Bernardi.
Ennio governou de 1 de janeiro de 1955 a 31 de dezembro de 1958. Na época, os cargos tanto de prefeito e vice, quanto de vereadores, não eram remunerados. Durante seu governo, o asfaltamento chegou até Mauá, sendo que todo o percurso das avenidas João Ramalho e Capitão João, ligando Santo André a Ribeirão Pires, foi asfaltado.
Nessa gestão foram adquiridos os primeiros componentes do patrimônio da prefeitura. Durante seu governo, o lago formado pelas águas do rio Tamanduateí, conhecido como "Tanque da Paulista'", utilizado em sua produção pela Fábrica de Louças Paulistana, assim como também usufruído pela população para natação amadora, foi aterrado pela prefeitura. Em seu lugar, anos depois, já em outro governo, foi aprovado o loteamento do futuro Parque Boa Esperança.
Findo seu mandato, o candidato do governo, Élio Bernardi foi eleito. Ennio se elegeu então vereador pelo Partido Democrata Cristão (PDC), cumprindo mandato de 1959 a 1962
Concorreu novamente à prefeitura, ainda pelo PDC, em 1962, perdendo a eleição. Aposentou-se da vida política após isso. 

## Homenagem
Em sua homenagem, a antiga Rua da Paineira, onde morava, foi rebatizada como Rua Prefeito Ênio Brancalion.